# آن مارغريت بيتي دو نوير

آن مارغريت بيتيت دونوييه

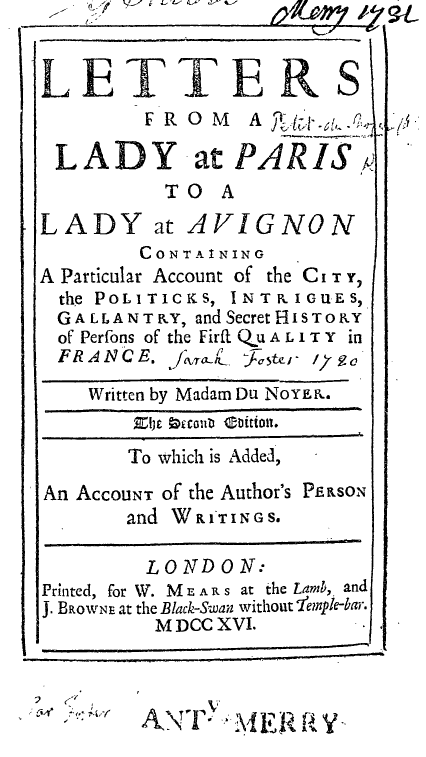
دو نوير، مدام (آن مارغريت بيتي). رسائل من سيدة في باريس إلى سيدة في أفينيون تحتوي على وصف خاص للمدينة، والسياسة، والمكائد، والشجاعة، والتاريخ السري لأشخاص من الدرجة الأولى في فرنسا. الطبعة الثانية. ... المجلد 1. لندن، 1716.

كانت آن مارغريت دو نوير ( نيم ، 2 يونيو 1663 - فوربورغ ، مايو 1719) واحدة من أشهر الصحفيات في أوائل القرن الثامن عشر. و تمت قراءة تقاريرها عن المفاوضات التي أدت إلى معاهدة أوتريخت في جميع أنحاء أوروبا، ونالت اعجاب الجميع بسبب تميزها في الإبلاغ عن الفضائح والشائعات. ولدت بروتستانتية وتحولت لاحقا إلى الكاثوليكية في سنوات الاضطهاد الهوغونوتي. في عام 1686 تزوجت من غيوم دو نوير. في عام 1701 ثم عادت إلى الكالفينية واضطرت إلى مغادرة فرنسا في هذه الحالة. انتقلت في البداية إلى جنيف ، ثم إلى لاهاي . وكان من بين زوارها المشهورين فولتير في عام 1713.
نستطيع معرفة زمن مغادرة هذه السيدة فرنسا من كتاباتها. لقد كانت تتظاهر بأن الدين هو ما فعلته، ولكن تقلبها الطبيعي كان الدافع الحقيقي. ذهبت الى "هولندا ، مع ابنتين ومال كافٍ لدعمها بشرف، إذا كانت الرغبة في خدمة الله بالروح والحق هي السبب الوحيد لهروبها: لكن رأسها كان مشغولاً باستمرار بمشاريع ضخمة، وممتلئًا بأفكار لا أعرف ما هي العظمة، وانطلقت في مثل هذه النفقات الباهظة، بحيث بدلاً من تسوية بناتها بشكل جيد، عندما كنّ قابلات للزواج، دمرت سمعتهن، وأصبحت هي نفسها فريسة لأولئك الذين يعرفون كيف يستفيدون من جانبها المزدهر. ابنتها الكبرى، التي تدعى إليوناورا، وهي امرأة جميلة ذات بشرة فاتحة، تزوجت بلا مبالاة، ومنذ ذلك الحين وجدت وسيلة للعودة إلى والدها في باريس: الابنة الصغرى، التي تسميها الأم بيمبيت (بدلاً من أوليمبيا اسمها الحقيقي) هي امرأة بنية اللون وحيوية تزوجت من خادم، تظاهر بأنه كونت ألماني.وهي لا تزال في لاهاي مع والدتها، وكذلك ابنتها التي أنجبتها من الكونت الشام، الذي كان في هذا الوقت متشردًا مثاليًا، ويتجول في البلاد من أجل كسب لقمة العيش.
السيدة دو نوير، على الرغم من سوء وضع شؤونها، ورغم أنها مقتنعة بأن العالم أجمع يعرف حقيقة القصة، فإنها تريد أن تُدعى ابنتها على اسم زوجها، كونتيسة وينترفيلد، وكلما تحدثت عن تلك الابنة غائبة أو حاضرة، فإنها تطلق عليها دائمًا لقب مدام الكونتيسة.
من كل ممتلكاتها السابقة، لم يبق لها سوى حوالي 60 ليرة. بحسب آن. إيجار منزلين، أحدهما في المدينة، والآخر في الريف. ولكنها أظهرت أنها غير مهتمة كثيرًا بكل هذه الصلبان المصيرية: وبما أنها هي السبب الوحيد لها، فإنها ستكون مخطئة تمامًا إذا سمحت لها بزرع مزاجها: بل على العكس من ذلك، اختارت أن تضحك عليها، وقدمت وصفًا ذكيًا وذكيًا لمغامراتها، لدرجة أنه من المستحيل قراءتها دون أن تتأثر كثيرًا بها. تحتوي أعمالها المتنوعة على بعض الأشياء الرائعة، والعديد من القطع التاريخية، التي يسعد المرء بمعرفة المزيد عنها، ولا يسعنا إلا أن نعرب لها عن تمنياتنا الطيبة لجمعها. إن رسائلها مكتوبة بأسلوب سهل وطبيعي للغاية، حتى أننا ننتقل من رسالة إلى أخرى دون أن نشعر على الإطلاق بالملل مما نقرأه. وفي الختام، عندما ننظر إلى مذكراتها، يبدو أنها تبرر نفسها هناك بشكل كامل، لدرجة أنه ما لم يعرفها أحد، فلن يتمكن من مساعدة نفسه في الشفقة على حالتها. وهذا يدل على أنها سيدة ذات عبقرية فائقة، سواء استخدمتها بشكل جيد أو سيئ: أخلاقها سهلة، وحوارها ممتع ومسلٍ؛ وأي موضوع تتحدث عنه تتعامل معه دائمًا بقدر كبير من العدالة. "إن شخصها لا يخضع لذكائها؛ فقد كانت في السابق جميلة إلى حد ما، وعلى الرغم من قصر قامتها وشكلها غير المبال، إلا أنها لم يكن بها أي شيء غير مرغوب فيه؛ ولكنها الآن قبيحة بشكل مخيف، حيث أصبحت سمينة بشكل هائل، وبشرة داكنة للغاية: ومع ذلك، فإن الكتابات التي قدمتها للعالم يجب أن تصلح أي شيء خاطئ إما في شخصها أو في سلوكها.

## ملحوظات
1. ↑  FemBio-Datenbank | Marguerite Du Noyer, geb. Petit (بالألمانية والإنجليزية), QID:Q61356138
2. 1 2 3 4 5  WeChangEd، QID:Q86999151

## الأدب
- [ديلاريفييه مانلي؟]، "وصف لشخصية السيدة دونوير وكتاباتها"، في آن مارغريت بيتيت دو نوير، رسائل من سيدة في باريس إلى سيدة في أفينيون، المجلد 1، الطبعة الثانية (لندن، دبليو ميرز/ ج. براون، 1716).
- زكريا كونراد فون أوفنباخ ، Merckwürdige Reisen ، Bd. 3 (نُشر بعد وفاة المؤلف في أولم، 1754)، ص. 367-368.
- ريجين رينولدز كورنيل: الخيال والواقع في مذكرات آن مارغريت بيتي دونوير سيئة السمعة (توبنغن: نار 1999). رقم الكتاب الدولي المعياري 3-8233-5527-9
- أولاف سيمونز: Marteaus Europe oder Der Roman, bevor er Literatur wurde (أمستردام/ أتلانتا: رودوبي، 2001)، ص. 642.(ردمك 90-420-1226-9)رقم الكتاب الدولي المعياري 90-420-1226-9